# Радиосигнал (газета)
Радиосигнал — многотиражная газета Таганрогского радиотехнического института, основанная в 1956 году. В настоящее время издаётся, как газета Инженерно-технологической академии Южного федерального университета.

## История
Решение о выпуске многотиражной газеты в Таганрогском радиотехническом институте принималось в ЦК КПСС. Первый номер газеты вышел 27 октября 1956 года под редакцией Игоря Николаевича Лисаковского. Тираж газеты в то время составлял 500 экземпляров и раскупался почти мгновенно, буквально в течение одного перерыва между лекциями.

## Редакторы[3]
- с 2007 по наст. время — С. В. Григоришина
- с 2003 по 2007 — М. В. Гарнов
- с 1984 по 2003 — В. М. Гарнов
- с 1977 по 1984 — М. В. Стрижакова
- с 1973 по 1977 — Ю. П. Латка
- с 1966 по 1973 — А. С. Мартынов
- с 1965 по 1966 — М. С. Хоруженко
- с 1963 по 1965 — В. А. Стрижаков
- с 1957 по 1963 — В. В. Гончарова
- с 1956 по 1957 — В. А. Ракин
- с 1956 по 1956 — И. Н. Лисаковский

## С газетой сотрудничали
- Ветров, Владислав Владимирович (1964) — советский и российский актёр театра и кино, режиссёр, сценарист.
- Высоковский, Зиновий Моисеевич (1932—2009) — советский и российский актёр театра и кино, эстрадный артист.
- Киричек, Маргарита Сергеевна (1930) — российский историк-краевед, лауреат премии им. И. Д. Василенко[4][5]
- Образцова, Наталья Владимировна (1915—2004) — российская поэтесса.